# Discorso del flusso e reflusso del mare
"Discurso sobre as Marés" (italiano: Discorso del flusso e reflusso del mare) é um ensaio escrito por Galileu Galilei em 1616 como uma carta para Alessandro Orsini que tentou explicar o movimento das marés na Terra como consequência da rotação da Terra e revolução em torno do Sol. As mesmas idéias formam uma parte importante do Diálogo sobre os Dois Principais Sistemas do Mundo de Galileu. A teoria de Galileu era de fato errônea, conforme comprovado por pesquisas científicas futuras e observações contemporâneas.

## Antecedentes
Galileu compôs o "Discurso sobre as marés" enquanto estava em Roma e apelou para a aceitação papal do ensino da teoria copernicana. A carta é, portanto, não apenas uma explicação do fenômeno das marés, mas também uma confirmação e defesa privada das idéias de Galileu sobre o heliocentrismo, que são discutidas completamente em seu Diálogo sobre os Dois Principais Sistemas do Mundo. As idéias de Galileu para a teoria das marés podem ter começado durante 1595. Enquanto estava a bordo de uma balsa que transportava água doce para Veneza, Galileu percebeu que a carga do navio ondularia de acordo com o balanço do navio.
Galileu desejava apresentar um argumento convincente para o heliocentrismo. Ele estava ciente de que todos os argumentos astronômicos do Diálogo também eram consistentes com o sistema Tychônico. Conseqüentemente, seu desejo de apresentar sua teoria das marés que, ele acreditava, fornecia evidências claras do movimento da Terra.

## Resumo

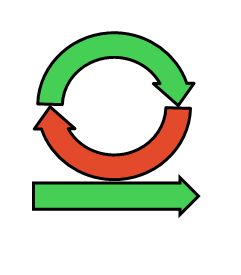
Os ciclos anuais e diários da Terra podem ser pensados em termos de uma roda que se move para a direita, enquanto um ponto da roda gira no sentido horário em torno de seu eixo central. Enquanto se move sobre a metade superior da roda, o ponto se move para a direita, na mesma direção da própria roda. O oposto é verdadeiro ao viajar sob a metade inferior.

A carta compara as ondas do oceano às perturbações em um vaso d'água, que se movem por três motivos: a inclinação do vaso, as forças externas exercidas sobre o sistema vaso-água e a possível aceleração do próprio vaso. Comparativamente, as marés do oceano são devidas ao terreno da Terra, correntes de vento e acelerações circulares. No entendimento de Galileu, a rotação da Terra e a revolução orbital simultânea ditam que metade do arco de rotação da Terra está em concordância com a direção da revolução e a outra metade é oposta à direção da revolução. Ele raciocinou que, às vezes combinando e às vezes neutralizando o movimento da órbita, é gerada aceleração positiva e negativa que influencia os corpos d'água a balançar para frente e para trás, criando as marés. Embora essas acelerações opostas não possam ser observadas, grandes corpos d'água contendo pontos de localização distantes o suficiente para experimentar vetores significativamente diferentes de aceleração necessariamente formariam ondas.

## Críticas
A teoria das marés de Galileu não explicava uma das duas ocorrências diárias de maré alta observadas ao longo da maioria das costas. Ele respondeu que a totalidade do sistema de água da Terra contém uma quantidade extenuante de variáveis, como a inclinação da Terra, superfície e costa irregulares, profundidade oceânica e ventos inclementes, que podem explicar a segunda maré alta. Além disso, Galileu argumentou que a maioria dos cientistas naturais estava examinando e baseando teorias nas marés do Mar Mediterrâneo, um microcosmo comparado ao oceano que pode ser idiossincrático. O escritor histórico E.J. Aiton afirma que o discurso "está entre as menos bem-sucedidas das investigações [de Galileu] e deturpa completamente os fenômenos que deveria explicar", e serviu principalmente como um ímpeto para a continuação da pesquisa pelos seguidores de Galileu. Aiton revela que Galileu errou ao escolher dois quadros de referência diferentes: a maré é o movimento da água em relação à Terra, mas a revolução anual é o movimento da Terra e de sua água em relação ao sol. A revolução anual resulta em uma força que acelera o sistema Terra-água, mas não acelera a água em relação à Terra, da mesma forma que um observador parado na superfície da Terra não sente a atração gravitacional do Sol porque o observador e a Terra estão movendo-se juntos em torno do sol.

## Retrospecto
O discurso não inclui as forças gravitacionais em sua teoria para explicar a órbita terrestre e não considera a relação entre o oceano e as forças gravitacionais, como a da lua. Ocorrendo de forma invisível, a gravidade era mística demais para a consideração de Galileu. Galileu encerrou o "Discurso sobre as Marés" com reservas de que sua teoria pode estar incorreta e a esperança de que mais investigação científica confirme sua proposta. Ainda assim, seu Diálogo sobre os Dois Principais Sistemas do Mundo de 1632 omitiu as forças gravitacionais e incluiu uma represália à sua teoria das marés em sua quarta seção.